# Kinks (альбом)
| Оценки критиков | Оценки критиков |
| Источник        | Оценка          |
| --------------- | --------------- |
| AllMusic        | [ 2 ]           |

Kinks — одноимённый дебютный альбом британской рок-группы The Kinks, выпущенный в 1964 году. В США он был издан под названием You Really Got Me.
В 1998 и 2004 годах альбом был переиздан в Великобритании лейблами Sanctuary и Castle Records с двенадцатью бонус-треками. 28 марта 2011 года вышла делюкс-версия.

## Оценки критиков
Allmusic назвал альбом непоследовательным, прокомментировав: «Будучи R&B кавер-исполнителями, Kinks не были столь хороши, как The Stones и Yardbirds; инструментальные мотивы Рэя Дэвиса — довольно поверхностная пародия мерсибита; а также те мелодии, которые были написаны их продюсером Шэлом Талми, были… просто отвратительны».

## Список композиций
Автор всех песен — Рэй Дэвис, за исключением отмеченных.

### Британское издание (Pye NPL 18096 mono: NSPL 83021 stereo)
| №  | Название                    | Автор(ы)                  | Длительность |
| -- | --------------------------- | ------------------------- | ------------ |
| 1. | «Beautiful Delilah»         | Чак Берри                 | 2:07         |
| 2. | «So Mystifying»             | Рэй Дэвис                 | 2:58         |
| 3. | «Just Can’t Go to Sleep»    | Дэвис                     | 1:58         |
| 4. | «Long Tall Shorty»          | Херб Абрамсон, Дон Коувэй | 2:50         |
| 5. | «I Took My Baby Home»       | Дэвис                     | 1:48         |
| 6. | «I’m a Lover Not a Fighter» | Джей Ди Миллер            | 2:03         |
| 7. | «You Really Got Me»         | Дэвис                     | 2:13         |

| №   | Название                             | Автор(ы)           | Длительность |
| --- | ------------------------------------ | ------------------ | ------------ |
| 8.  | «Cadillac»                           | Бо Диддли          | 2:44         |
| 9.  | «Bald Headed Woman»                  | Шэл Талми          | 2:41         |
| 10. | «Revenge»                            | Дэвис, Ларри Пэйдж | 1:29         |
| 11. | «Too Much Monkey Business»           | Чак Берри          | 2:16         |
| 12. | «I’ve Been Driving on Bald Mountain» | Талми              | 2:01         |
| 13. | «Stop Your Sobbing»                  | Дэвис              | 2:06         |
| 14. | «Got Love If You Want It»            | Джеймс Мур         | 3:46         |

| №   | Название                                          | Автор(ы)                                          | Длительность |
| --- | ------------------------------------------------- | ------------------------------------------------- | ------------ |
| 15. | «Long Tall Sally»                                 | Роберт Блэквелл, Энотрис Джонсон, Ричард Пенниман | 2:12         |
| 16. | «You Still Want Me»                               | Дэвис                                             | 1:59         |
| 17. | «You Do Something to Me»                          | Дэвис                                             | 2:24         |
| 18. | «It’s Alright»                                    | Дэвис                                             | 2:37         |
| 19. | «All Day and All of the Night»                    | Дэвис                                             | 2:23         |
| 20. | «I Gotta Move»                                    | Дэвис                                             | 2:22         |
| 21. | «Louie Louie» (Kinksize Session EP)               | Ричард Берри                                      | 2:57         |
| 22. | «I Gotta Go Now» (Kinksize Session EP)            | Дэвис                                             | 2:53         |
| 23. | «Things Are Getting Better» (Kinksize Session EP) | Дэвис                                             | 1:52         |
| 24. | «I’ve Got That Feeling» (Kinksize Session EP)     | Дэвис                                             | 2:43         |
| 25. | «Too Much Monkey Business"» (Alternate take)      | Чак Берри                                         | 2:10         |
| 26. | «I Don’t Need You Any More»                       | Дэвис                                             | 2:10         |

| №   | Название                    | Автор(ы) | Длительность |
| --- | --------------------------- | -------- | ------------ |
| 15. | «You Still Want Me»         | Дэвис    | 1:59         |
| 16. | «I Don't Need You Any More» | Дэвис    | 2:10         |

| №   | Название                                                 | Автор(ы)                    | Длительность |
| --- | -------------------------------------------------------- | --------------------------- | ------------ |
| 15. | «I Believed You» (mono demo as The Boll-Weevils)         | Рэй Дэвис, Дэйв Дэвис       | 1:56         |
| 16. | «I’m a Hog for You Baby» (mono demo as The Boll-Weevils) | Джерри Либер и Майк Столлер | 1:38         |
| 17. | «I Don’t Need You Any More» (mono demo)                  | Дэвис                       | 2:12         |
| 18. | «Everybody’s Gonna Be Happy» (mono demo)                 | Дэвис                       | 2:21         |
| 19. | «Long Tall Sally» (mono single)                          | Пенниман, Блэквелл, Джонсон | 2:09         |
| 20. | «You Still Want Me» (mono single)                        | Дэвис                       | 2:00         |
| 21. | «You Do Something to Me» (mono single)                   | Дэвис                       | 2:26         |
| 22. | «It’s Alright» (mono single)                             | Дэвис                       | 2:38         |
| 23. | «All Day and All of the Night» (mono single)             | Дэвис                       | 2:21         |
| 24. | «I Gotta Move» (mono single)                             | Дэвис                       | 2:15         |
| 25. | «Louie Louie» (Kinksize Session EP)                      | Р. Берри                    | 2:58         |
| 26. | «I’ve Got That Feeling» (Kinksize Session EP)            | Дэвис                       | 2:43         |
| 27. | «I Gotta Go Now» (Kinksize Session EP)                   | Дэвис                       | 2:54         |
| 28. | «Things Are Getting Better» (Kinksize Session EP)        | Дэвис                       | 1:53         |

| №   | Название                                                  | Автор(ы)  | Длительность |
| --- | --------------------------------------------------------- | --------- | ------------ |
| 15. | «Don’t Ever Let Me Go» (recorded Sept 1964)               | Дэвис     | 2:19         |
| 16. | «I Don’t Need You Anymore» (recorded January 1964)        | Дэвис     | 2:12         |
| 17. | «Bald Headed Woman» (US mono mix)                         | Талми     | 2:41         |
| 18. | «Too Much Monkey Business» (alternative take)             | Ч. Берри  | 2:10         |
| 19. | «Got Love If You Want It» (alternative take)              | Мур       | 3:35         |
| 20. | «Meet the Kinks» (BBC interview)                          | N/A       | 0:33         |
| 21. | «Cadillac» (recorded live at the BBC)                     | Макдэниел | 2:36         |
| 22. | «Ray Talks About ’You Really Got Me’» (BBC interview)     | N/A       | 0:14         |
| 23. | «You Really Got Me» (recorded live at the BBC)            | Дэвис     | 2:13         |
| 24. | «Little Queenie» (recorded live at the BBC)               | Ч. Берри  | 1:46         |
| 25. | «I’m a Lover Not a Fighter» (recorded live at the BBC)    | Миллер    | 2:01         |
| 26. | «All Day and All of the Night» (recorded live at the BBC) | Дэвис     | 2:22         |
| 27. | «Ray Talks About the USA» (BBC interview)                 | N/A       | 0:40         |
| 28. | «I’ve Got That Feeling» (recorded live at the BBC)        | Дэвис     | 2:44         |

### Список композиций американской версии альбома —You Really Got Me(Reprise R-6143 (mono) RS-6143 (stereo))
Сторона 1
1. «Beautiful Delilah» (Чак Берри) — 2:07
2. «So Mystifying» — 2:53
3. «Just Can’t Go to Sleep» — 1:58
4. «Long Tall Shorty» (Херб Абрамсон, Дон Коуэй) — 2:50
5. «You Really Got Me» — 2:13

Сторона 2
1. «Cadillac» (Эллас Макдэниел) — 2:45
2. «Bald Headed Woman» (Традиционная; аранжировки Шэла Тейни) — 2:41
3. «Too Much Monkey Business» (Чак Берри) — 2:15
4. «I’ve Been Driving on Bald Mountain» (Традиционная; аранжировки Шэла Тейни) — 2:01
5. «Stop Your Sobbing» — 2:10
6. «Got Love If You Want It» (Слим Харпо) — 3:45

В версии для США отсутствуют три песни. «I Took My Baby Home» уже была лицензирована лейблом Cameo Records как би-сайд к «Long Tall Sally», поэтому не могла быть включена в альбом. А «I’m a Lover Not a Fighter» и инструментальная «Revenge» были оставлены для их эксклюзивного американского альбома Kinks-Size.

## Участники записи
The Kinks
- Рэй Дэвис — ведущий вокал (2, 3, 5, 7-10, 12-14), ритм-гитара, клавишные, губная гармоника
- Дейв Дэвис — ведущая гитара, бэк и ведущий (1, 4, 6, 11) вокалы
- Пит Куэйф — бас-гитара, бэк-вокал
- Мик Эйвори[англ.] — ударные, тамбурин

Дополнительный персонал
- Джимми Пейдж — двенадцатиструнная гитара, акустическая гитара
- Джон Лорд — фортепиано
- Бобби Грэхэм[англ.] — ударные
- Раса Дидзпесрис-Дэвис — бэк-вокал в треке «Stop Your Sobbing»

Производство
- Саймон Хэйворт — ремастеринг
- Клаус Шмаленбах — дизайн, фотографии
- Брайан Соммервилл — буклет[англ.] в издании 1998 года
- Питер Доггетт — буклет в издании 2011 года